# Logarytm macierzy
Logarytm macierzy – inna macierz taka, że wykładnicza macierz drugiej macierzy jest równa oryginalnej macierzy. A zatem jest to uogólnienie logarytmu skalarnego, a w pewnym sensie także odwrotna funkcja macierzy wykładniczej. Nie wszystkie macierze mają logarytm i te macierze, które posiadają logarytm, mogą mieć więcej niż jeden logarytm. Badanie logarytmów macierzy prowadzi do teorii Liego. Od kiedy macierz ma logarytm, jest w grupie Liego i logarytm jest odpowiednim elementem algebry Liego.

## Definicja
Wykładnicza forma macierzy {\displaystyle A} jest określona:
{\displaystyle e^{\mathbf {A} }\equiv \sum _{n=0}^{\infty }{\frac {\mathbf {A} ^{n}}{n!}}.}
Biorąc pod uwagę macierz {\displaystyle B,} macierz {\displaystyle A} jest logarytmem macierzy {\displaystyle B,} jeżeli {\displaystyle e^{\mathbf {A} }=B.} Często logarytmy matrycy nie są unikatowe, tak jak logarytmy liczb zespolonych, co wyjaśniono poniżej.

## Przykład: Logarytm obrotów w płaszczyźnie
Obroty w płaszczyźnie to prosty przykład. Obrót kąta {\displaystyle \alpha } wokół macierzy jest reprezentowany przez macierz {\displaystyle 2\times 2}
{\displaystyle A={\begin{pmatrix}\cos(\alpha )-\sin(\alpha )\\\sin(\alpha )\cos(\alpha )\end{pmatrix}}.}
Dla każdej liczby naturalnej {\displaystyle n,} macierz
{\displaystyle B_{n}=(\alpha +2\pi n){\begin{pmatrix}0&-1\\1&0\end{pmatrix}},}
to logarytm macierzy {\displaystyle A.} Zatem macierz {\displaystyle A} ma nieskończenie wiele logarytmów. To wynika z tego, że kąt obrotu jest ustalony tylko do wielokrotności {\displaystyle 2\pi .}
W języku teorii Liego obroty macierzy {\displaystyle A} są elementami grupy Liego SO(2). Odpowiadające im logarytmy B są elementami algebry Liego SO(2), która składa się z wszystkich macierzy skośno-symetrycznych.
Macierz
{\displaystyle {\begin{pmatrix}0&1\\-1&0\end{pmatrix}}}
jest generatorem algebry Liego SO(2).

## Czy istnieje?
Pytanie, czy macierz ma logarytm ma najprostszą odpowiedź, gdy rozpatrywana jest w złożonej konfiguracji. Macierz ma logarytm wtedy i tylko wtedy, gdy jest odwracalna. Logarytm nie jest wyjątkowy, ale jeśli matryca nie ma negatywnych rzeczywistych wartości własnych, to ma wyjątkowy logarytm, którego wartości własne zawierają się w klamrze: {\displaystyle \{z\in C.|-\pi <\operatorname {Im} z<\pi \}.} Ten logarytm jest znany jako logarytm główny.
Odpowiedź jest bardziej zagmatwana w rzeczywistym otoczeniu. Rzeczywista matryca ma prawdziwa logarytm wtedy i tylko wtedy, gdy jest odwracalna, a każdy blok Jordana należący do ujemnej wartości własnej występuje parzystą liczbę razy. Jeśli odwracalna rzeczywista matryca nie spełnia warunku z bloków Jordana, to ma tylko logarytmy rzeczywiste. To można już zobaczyć w przypadku skalarnym: logarytm z {\displaystyle -1} jest nierzeczywistą liczbą zespoloną. Istnienie logarytmów rzeczywistych macierzy rzeczywistych {\displaystyle 2\times 2} matryc jest rozważane w dalszej części.

## Własności
Jeśli {\displaystyle A} i {\displaystyle B} są dodatnio określone oraz {\displaystyle A} i {\displaystyle B} są przemienne, czyli {\displaystyle AB=BA,} to
{\displaystyle AB=e^{\ln(A)+\ln(B)}.}
Dla każdej odwracalnej macierzy, {\displaystyle A^{-1}=e^{-\ln(A)}.}

## Obliczanie logarytmumacierzy diagonalnej
Sposób znalezienia {\displaystyle \ln(A)} diagonalnej macierzy {\displaystyle A} jest następujący:
- Znajdź macierz {\displaystyle V} wektorów własnych {\displaystyle A} (każda kolumna {\displaystyle V} jest wektorem własnym {\displaystyle A}).
- Znajdź odwrotność {\displaystyle V^{-1}} z {\displaystyle V.}
- Niech {\displaystyle A'=V^{-1}AV.}

- Wtedy {\displaystyle A'} będzie macierzą diagonalną, której elementy przekątnej są wartościami własnymi macierzy {\displaystyle A.}
- Zamień każdy element przekątnej {\displaystyle A} na jego logarytmu naturalny, w celu uzyskania {\displaystyle \ln A'.}
- Wtedy {\displaystyle \ln A=V(\ln A')V^{-1}.}

To, że logarytm A może być macierzą zespoloną, nawet jeśli A jest rzeczywiste, wynika z faktu, że macierz z pozytywnymi i rzeczywistymi wartościami może mieć negatywne lub nawet złożone wartości własne (dotyczy to przykładowo macierzy rotacji). Brak unikatowości logarytmu macierzy wynika z braku jednoznaczności logarytmu liczby zespolonej.

## Obliczanie logarytmu niediagonalnej macierzy
Algorytm przedstawiony powyżej nie działa na niediagonalnych macierzach, takich jak
{\displaystyle {\begin{bmatrix}1&1\\0&1\end{bmatrix}}.}
Dla takich matryc trzeba znaleźć ich rozkład Jordana i, zamiast obliczania logarytmów elementów przekątnej jak wyżej, trzeba obliczyć logarytm bloków Jordana.
Ten ostatni jest tworzony, dzięki zauważeniu, że można napisać blok Jordan jako
{\displaystyle B={\begin{pmatrix}\lambda 1&0&0&\cdots &0\\0&\lambda 1&0&\cdots &0\\0&0&\lambda 1\cdots &0\\\vdots &\vdots &\vdots &\ddots &\ddots &\vdots \\0&0&0&0&\lambda 1\\0&0&0&0&0&\lambda \end{pmatrix}}=\lambda {\begin{pmatrix}1&\lambda ^{-1}&0&0&\cdots &0\\0&1&\lambda ^{-1}&0&\cdots &0\\0&0&1&\lambda ^{-1}\cdots &0\\\vdots &\vdots &\vdots &\ddots &\ddots &\vdots \\0&0&0&0&1&\lambda ^{-1}\\0&0&0&0&0&1\end{pmatrix}}=\lambda (I+K)}
gdzie {\displaystyle K} jest macierzą z zerami na i poniżej głównej przekątnej (liczba {\displaystyle \lambda } jest niezerowa z powodu założenia, że macierz którego logarytm próbuje się obliczyć jest odwracalna).
Następnie, dzięki rozwinięciu Mercatora
{\displaystyle \ln(1+x)=x-{\frac {x^{2}}{2}}+{\frac {x^{3}}{3}}-{\frac {x^{4}}{4}}+\cdot }
staje się
{\displaystyle \ln B=\ln(\lambda (I+K))=\ln(\lambda I)+\ln(I+K)=\ln(\lambda )I+K-K^{2}/2+K^{3}/3-K^{4}/4+\dots }
To rozwinięcie na ogół nie jest zbieżne dla każdej macierzy {\displaystyle K,} ponieważ nie jest zbieżne dla każdej liczby rzeczywistej z wartością bezwzględną większą od jedności, to jednak {\displaystyle K} jest macierzą nilpotenta, tak więc cykl rzeczywiście ma skończoną liczbę wyrazów ({\displaystyle K^{m}} jest równe zero, jeśli jest wymiarem {\displaystyle k}).
Stosując to odkrycie, otrzymujemy
{\displaystyle \ln {\begin{bmatrix}1&1\\0&1\end{bmatrix}}={\begin{bmatrix}0&1\\0&0\end{bmatrix}}.}

## Funkcjonalna analiza perspektywiczna
Kwadratowa macierz reprezentuje operator liniowy na przestrzeni euklidesowej {\displaystyle R^{n},} gdzie {\displaystyle n} jest wymiarem macierzy. Ponieważ taka przestrzeń jest skończenie wymiarowa, operator ten jest faktycznie ograniczony.
Korzystanie z narzędzi holomorficznego rachunku funkcyjnego, biorąc pod uwagę funkcję holomorficzną {\displaystyle f(z),} określoną na zbiorze otwartym w płaszczyźnie zespolonej i ograniczony operator liniowy {\displaystyle T} można obliczyć {\displaystyle f(t)} tak długo, jak {\displaystyle f(z)} jest określona na Widmie {\displaystyle T.}
Funkcja {\displaystyle F(z)=\ln(z)} może być zdefiniowana w dowolnym prostym połączonym zbiorze otwartym w płaszczyźnie zespolonej nie zawierającej początku i jest holomorficzny w takiej domenie. Oznacza to, że można określić {\displaystyle \ln(T),} pod warunkiem, że widmo {\displaystyle T} nie zawiera początku i istnieje ścieżka począwszy od środka do nieskończoności nie przekraczająca spektrum {\displaystyle T} (na przykład, w przypadku widma z {\displaystyle T,} którym jest koło z początkiem wewnątrz koła, jest możliwe określenie {\displaystyle \ln(T)}).
Powracając do konkretnego przypadku przestrzeni euklidesowej, widmo operatora liniowego na tej przestrzeni jest zbiorem wartości jej własnych macierzy i jest skończonym zbiorem. Dopóki początek nie jest w widmie (matryca jest odwracalna), jedna macierz wyraźnie spełnia warunek z poprzedniego paragrafu, a w związku z tym oznacza, że teoria {\displaystyle \ln(T)} jest dobrze zdefiniowana. Brak wyjątkowości logarytmu matrycy, wynika z faktu, że można wybrać więcej niż jedną gałąź logarytmu, która jest zdefiniowana w zbiorze wartości własnych macierzy.